# Шостий степінь
У арифметиці та алгебрі шостий степінь числа n є результатом множення шести екземплярів n разом. Так:
n6 = n × n × n × n × n × n.
Шостий степінь можна утворити, помноживши число на його п'ятий степінь, помноживши квадрат числа на його четвертий степінь, піднесенням квадрата у куб або піднесенням куба у квадрат.
Послідовність шостих степенів цілих така:
0, 1, 64, 729, 4096, 15625, 46656, 117649, 262144, 531441, 1000000, 1771561, 2985984, 4826809, 7529536, 11390625, 16777216, 24137569, 34012224, 47045881, 64000000, 85766121, 113379904, 148035889, 191102976, 244140625, 308915776, 387420489, 481890304, … (послідовність A001014 з Онлайн енциклопедії послідовностей цілих чисел, OEIS)

## Квадрати та куби
Шостий степінь цілих чисел можна схарактеризувати як числа, які одночасно є квадратами і кубами. Таким чином, вони аналогічні двом іншим класам фігурних чисел: квадратним трикутним числам, які одночасно є квадратними та трикутними, і розв'язання задачі про гарматні ядра, які одночасно є квадратними та квадратно-пірамідальними.
Через їх зв'язок із квадратами та кубами шостий степінь відіграє важливу роль у вивченні кривої Морделла, які є еліптичною кривою виду
{\displaystyle y^{2}=x^{3}+k.}
Коли {\displaystyle k} ділиться на шостий степінь, це рівняння можна зменшити, поділивши на цей степінь, щоб отримати простіше рівняння такого ж вигляду. Добре відомий результат у теорії чисел, доведений Рудольфом Футером і Луїсом Морделлом стверджує, що коли {\displaystyle k} це ціле число, яке не ділиться на шостий степінь (крім виняткових випадків {\displaystyle k=1} і {\displaystyle k=-432}), це рівняння не має раціональних розв'язків з {\displaystyle x} і {\displaystyle y} відмінними від нуля або їх нескінченна кількість.
У архаїчній нотації Роберта Рекорда шостий степінь числа називався «zenzicube», що означає квадрат куба. Аналогічне позначення шостих степеней, використане в 12 столітті індійським математиком Бхаскара II, також називало їх або квадратом куба, або кубом квадрата.

## Суми
Відомі численні приклади шостого степеня, які можна виразити як суму семи інших шостих степенів, але поки невідомо жодного прикладу шостого степеня, вираженого як сума лише шести шостих степенів. Це робить його унікальним серед степенів з показником k = 1, 2, … , 8, інші з яких можуть бути виражені як сума k інших k-го степеня, і деякі з яких (порушуючи гіпотезу Ейлера) можуть бути виражені як сума ще меншої кількості k-их степенів.
У зв'язку з проблемою Воринга, кожне досить велике ціле число можна представити як суму щонайбільше 24 шостих степенів цілих чисел.
Існує нескінченно багато різних нетривіальних рішень діофантового рівняння
{\displaystyle a^{6}+b^{6}+c^{6}=d^{6}+e^{6}+f^{6}.}
Не доведено чи рівняння
{\displaystyle a^{6}+b^{6}=c^{6}+d^{6}}
має нетривіальне рішення, але гіпотеза Ландера, Паркіна та Селфріджа означала б, що це не так.